# لا پروس (دهانه)
لا پروس یک دهانه برخوردی در ماه است.